# 小久保保育園
小久保保育園（こくぼほいくえん）は、青森県八戸市桜ヶ丘にある私立の幼保連携型認定こども園。

## 定員
- 90名

## 保育時間
- 通常保育：7:00〜18:00
- 延長保育：18:00〜19:00

## 実施事業
- 延長保育

## 保育目標
- じょうぶな子
- 仲よく遊べる子
- あいさつのいえる子